# Damó de Bizanci
Damó de Bizanci en grec antic Δάμων, fou un escriptor grec que va escriure una obra sobre la seva ciutat natal (Bizanci) que és esmentada per Elià. Plini el Vell esmenta un Damó, probablement el mateix personatge, que va escriure una obra sobre Etiòpia.